# Shigemitsu Sudo
Shigemitsu Sudo (須藤 茂光, Sudo Shigemitsu, Hokkaido, 2 april 1956) is een Japans voormalig voetballer die als verdediger speelde.

## Clubcarrière
In 1975 ging Sudo naar de Chuo University, waar hij in het schoolteam voetbalde. Nadat hij in 1979 afstudeerde, ging Sudo spelen voor Hitachi. In 8 jaar speelde hij er 117 competitiewedstrijden. Sudo beëindigde zijn spelersloopbaan in 1987.

## Japans voetbalelftal
Shigemitsu Sudo debuteerde in 1979 in het Japans nationaal elftal en speelde 13 interlands.

## Statistieken
| Japans voetbalelftal | Japans voetbalelftal | Japans voetbalelftal |
| Jaar                 | Wed.                 | Dlp.                 |
| -------------------- | -------------------- | -------------------- |
| 1979                 | 1                    | 0                    |
| 1980                 | 8                    | 0                    |
| 1981                 | 4                    | 0                    |
| Totaal               | 13                   | 0                    |